# 153 Dywizja Strzelecka (ZSRR)
153 Dywizja Strzelecka (ros. 153-я стрелковая дивизия) – związek taktyczny (dywizja) Armii Czerwonej.

## Historia
Dywizja utworzona latem 1940 roku, stacjonowała w Swierdłowsku, podlegała Uralskiemu Okręgowi Wojskowemu.
Po ataku III Rzeszy na Związek Radziecki, została 27 czerwca 1941 roku przerzucona do Witebska. Od 5 lipca toczyła boje z przeważającymi siłami najeźdźców, broniła się pod Witebskiem i na brzegu Dniepru, przemieszczając się w kierunku Smoleńska, a następnie Leningradu. We wrześniu wycofana do miasta Kalinin w celu uzupełnienia strat.
Decyzją Ludowego Komisarza Obrony №308, 153 Dywizja Strzelecka otrzymała za zasługi w działaniach obronnych szczególnie w bitwie pod Smoleńskiem miano gwardyjskiej, jako 3 Gwardyjska Dywizja Strzelecka.

## Dowódcy dywizji
- płk Nikołaj Gagen (16 lipca 1940-18 września 1941)